# Nortia
Nortia – etruska bogini przeznaczenia. Jej atrybutem był gwóźdź, który w tradycji był wbijany w ścianę jej świątyni w pierwszy dzień roku.